# Michael Cohen (avocat)
Ne doit pas être confondu avec Michaël Cohen.
Pour les articles homonymes, voir Cohen.
Michael Cohen, né le 25 août 1966 à Long Island (État de New York), est un avocat américain. Il travaille pour Donald Trump de 2006 à 2018.

## Biographie

### Famille et études
Issu d'une famille juive, il est le fils d'une infirmière et d'un chirurgien survivant de la Shoah. Il grandit à Lawrence, sur l'île de Long Island, dans le comté de Nassau (État de New York). Il étudie à la Lawrence Woodmere Academy à Woodmere (New York) puis sort diplômé de l'American University en 1988 et de la Western Michigan University Cooley Law School en 1991. Le Figaro note qu'il obtient son diplôme de droit dans l'« une des universités les moins côtées du pays ».
En 1994, il épouse Laura Shusterman, d'origine ukrainienne,.

### Carrière professionnelle
Il commence à travailler comme avocat « chasseur d'ambulances », terme qui désigne péjorativement les juristes qui cherchent à obtenir pour leurs clients des indemnités d'assurance. Jusqu'à sa rencontre avec le milliardaire Donald Trump, il gagne 75 000 dollars par an, moitié moins que le salaire moyen d'un juriste new-yorkais.
En parallèle, il est actionnaire minoritaire du cercle El Caribe, situé à Brooklyn et propriété de son oncle médecin. Lié avec la mafia, ce dernier avait soigné les membres d'un clan sicilien, alors que son club était réputé pour être fréquenté par des personnalités du « milieu », d'origine russe et ukrainienne. Le beau-père de Michael Cohen, Fima Shusterman, devenu riche dans le secteur des taxis, avait aussi été poursuivi pour blanchiment d'argent. L'avocat s'associe avec Simon Garber (en) dans son entreprise de taxis. Également d'origine ukrainienne, ce dernier a été condamné pour malversation financières. Il s'associe ensuite au Russe Gene Freidman (en), qui a été accusé d'avoir détourné 60 millions de dollars. Au début des années 2000, Michael Cohen s'intéresse au domaine des affaires médicales, travaillant avec deux médecins qui finissent eux aussi condamnés.
Admirateur de l'homme d'affaires Donald Trump depuis ses études, il investit 1 million de dollars dans la Trump World Tower en 2001 puis 5 millions dans la célèbre Trump Tower. Il convainc par ailleurs ses beaux-parents d'acheter trois appartements au magnat de l'immobilier, pour un montant de 7,7 millions de dollars. Remarqué, notamment après avoir réglé une dispute de copropriétaires au bénéfice de Trump, il entre en 2007 dans la Trump Organization, dont il devient ensuite le vice-président exécutif. Il commence à travailler sur un projet de golf en Californie, qui n'aboutit pas, puis s'investit brièvement dans le domaine des spectacles d'arts martiaux. Par ailleurs, il met à profit ses connaissances pour mener des projets en Russie, en Géorgie ou encore au Kazakhstan. Il participe aussi à faire du complexe de Sunny Island, en Floride, un « Little Moscow », 63 Russes y achetant pour 98,4 millions de dollars d'appartements, et travaille au projet de construction d'une Trump Tower à Moscou au milieu des années 2010.
Peu avant la victoire de Trump à l’élection présidentielle, Cohen aurait versé 130 000 dollars à l’avocat de Stormy Daniels, pour éviter qu’elle ne dévoile publiquement la relation qu’elle affirme avoir eu avec Trump en 2006.
En 2016, Donald Trump est élu président des États-Unis. Michael Cohen crée alors la société Essential Consultants pour monnayer son accès au chef de l'État. Le groupe suisse Novartis lui verse ainsi 1,2 million de dollars, AT&T 600 000 dollars et Squire Patton Boggs (en) 600 000 dollars.

### Condamnation judiciaire
À partir d'avril 2018, Michael Cohen est poursuivi dans le cadre du Russiagate, déclenché contre le président Trump, nouvellement élu, et instruit par Robert Mueller. Son bureau d'avocat subit une perquisition agressive et il choisit de coopérer avec les enquêteurs afin de bénéficier d'un arrangement. Il déclare alors avoir acheté le silence de deux ex-maîtresses présumées de Trump, dont Stormy Daniels, pour la somme de 280 000 dollars versée pendant la campagne présidentielle, avoir menti en juin 2016 devant le Congrès des États-Unis concernant le projet d'hôtel moscovite, la promesse de faire cadeau d'un appartement de 50 millions de dollars au président russe Vladimir Poutine dans ce bâtiment, avoir fraudé sur ses impôts et relie le président à ces affaires. Il affirme également avoir procédé à un faux témoignage coordonné avec la Maison-Blanche pendant l'été 2017. Il promet aux enquêteurs des informations potentiellement compromettantes sur Donald Trump et ses proches, notamment dans le cadre de l'enquête russe, afin que ceux-ci demandent au juge de réduire sa sentence. Plaidant coupable de violations de la loi électorale, de fraudes bancaires et fiscales et de parjure, il est condamné à trois ans de prison en décembre 2018. Il est radié du barreau. Il doit être incarcéré dans la prison fédérale d'Otisville.
Incarcéré en mai 2019, il bénéficie d'une mesure d'assignation à résidence en mai 2020 à cause des problèmes liés à la pandémie de Covid-19. Il est réincarcéré en juillet suivant pour violation de l'obligation de ne pas communiquer avec la presse, puis réassigné à résidence par un juge en dépit de son intention affichée de publier un livre à charge contre le président Trump avant l'élection présidentielle américaine de novembre 2020.

### Témoignage contre Donald Trump en mai 2024
Le 13 mai 2024, lors du procès intenté contre Trump à New York, Cohen implique Trump en témoignant que ce dernier l’avait commandité pour effectuer un paiement visant à dissuader Stormy Daniels de parler de leur relation de 2006, et qu’il avait également approuvé un plan précisant la façon par laquelle Trump allait le rembourser,,. Cohen évoque également les termes de l’accord de non-divulgation, y compris sa suggestion d’y inclure une clause obligeant Daniels à payer 1 000 000 $ chaque fois qu’elle violerait l’accord en racontant son histoire. Il mentionne aussi des conversations qu’il aurait eues avec Trump et des personnes liées à Trump et à Daniels.